# Andrew Soltis
Andrew Eden Soltis (nascido em 28 de maio de 1947, em Hazleton) é um Grande Mestre de xadrez e um escritor e colunista de xadrez. Soltis recebeu o título de Mestre Internacional em 1974 e tornou-se um Grande Mestre em 1980. Ele venceu em Reggio Emilia 1971-1972, e dividiu o primeiro lugar em Nova Iorque 1977. Não tem competido desde a década de 1980.
A coluna Chess to Enjoy de Soltis é uma das mais antigas em Chess Life, a publicação da Federação de Xadrez dos Estados Unidos. Soltis é considerado um dos escritores de xadrez mais prolíficos, tendo escrito ou coescrito cerca de 30 livros. Soltis também possui uma coluna semanal no New York Post. Foi nomeado como o "jornalista de xadrez do ano" pela Chess Journalists of America em 1988.

## Legado
Ele é creditado com a Variação Soltis do Ataque Iugoslavo do Dragão Siciliano, caracterizado por 12...h5, após 1.e4 c5 2.Nf3 d6 3.d4 cxd4 4.Nxd4 Nf6 5.Nc3 g6 6.Be3 Bg7 7.f3 0-0 8.Qd2 Nc6 9.Bc4 Bd7 10.0-0-0 Rc8 11.Bb3 Ne5 12.h4 h5. A experiência anterior mostrou que as pretas tinham boas chances de dar mate se permitissem 13.h5. Ele também deu nomes a aberturas de xadrez como o Ataque Nimzo-Larsen, a Defesa Báltica e o Camaleão Siciliano. Vários nomes para estruturas e movimentos de peões, como o Marco Hop e o Boleslavsky Hole, foram popularizados por seu livro Pawn Structure Chess. Ele introduziu o termo de xadrez russo priyome na literatura inglesa em Studying Chess Made Easy .

## Lista parcial de livros
- The Best Chess Games of Boris Spassky, 1973, ISBN 0679130020
- The Great Chess Tournaments and Their Stories, 1975, ISBN 0-8019-6138-6
- Pawn Structure Chess, 1976, Tartan Books, ISBN 0-679-14475-7; 1995, McKay, ISBN 0-8129-2529-7
- Karl Marx Plays Chess: And Other Reports on the World's Oldest Game, ISBN 0-8129-1906-8
- Chess to Enjoy, 1978, Stein and Day, ISBN 0-8128-6059-4
- Catalog of Chess Mistakes, 1980, Three Rivers Press, ISBN 0-679-14151-0
- The Art of Defense in Chess, 1986, Random House, ISBN 0-679-14108-1
- Openings of the Eighties; Volume 1, Chess Digest, ASIN: B009F09ARA
- A Black Defensive System For The Rest of Your Chess Career, 1987, Chess Digest, ISBN 0-87568-166-2
- Winning with the English Opening, 1987, Chess Digest, ISBN 0875681700
- Winning with 1 e4, 1988, Chess Digest
- Winning with 1 d4, 1988, Chess Digest, ISBN 0875681751
- Confessions of a Chess Grandmaster, 1990, Thinker's Press, ISBN 0-938650-46-7
- Winning with 1 c4: A Complete Opening System, 1990, Chess Digest, ISBN 0-87568-192-1
- Winning with 1 f4: Bird's Opening, 1992, Chess Digest, ISBN 0-87568-203-0
- White Opening System: Combining Stonewall Attack, Colle System, Torre Attack, 1992, Chess Digest, ISBN 0-87568-205-7
- Winning with the King's Gambit Volume One Accepted, 1992, Chess Digest, ISBN 0-87568-212-X
- Winning with the King's Gambit Volume Two Declined, 1993, Chess Digest, ISBN 0-87568-214-6
- Black to play and win with 1-g6: A complete defensive system, Chess Digest, ISBN 0875681778
- The Baltic Defense to the Queen's Gambit, Chess Digest, ASIN: B01F7XFV9O
- Beating the Caro-Kann with the Advance Variation, 1993, Chess Digest, ASIN: B002AOKNXS
- The London System: a complete white opening system, 1993, Chess Digest, ISBN 0875682316
- The Stonewall Attack, Revised 2nd Edition, 1993, Chess Digest, ISBN 0-87568-165-4
- A Black Defensive System: With 1...d6, 1994, Chess Digest, ISBN 0875682448
- Beating the Ruy Lopez with the Fianchetto Variation, 1994, Chess Digest, ISBN 0875682499
- The Inner Game of Chess: How to Calculate and Win, 1994, Random House, ISBN 0-8129-2291-3
- The Trompowsky Attack, 1995, Chess Digest, ISBN 0875682731
- Winning with the Giuoco Piano and the Max Lange Attack, 1996, Chess Digest, ASIN: B00A09JWOQ
- Grandmaster Secrets: Endings, 1997, 2003, Thinker's Press, ISBN 0-938650-66-1
- Colle System, Koltanowski variation, 5c3, 1998, Chess Digest, ISBN 0-87568-286-3
- Soviet Chess 1917–1991, 1999, McFarland & Company, ISBN 0-7864-0676-3
- Rethinking the Chess Pieces, 2004, Bastford, ASIN: B019L58BVO
- Grandmaster Secrets: Openings, 2000, Thinker's Press, ISBN 0-938650-68-8
- Why Lasker Matters, 2005, Batsford, ISBN 0-7134-8983-9
- Bobby Fischer Rediscovered, 2003, Batsford, ISBN 0-7134-8846-8
- Los Voraces, 2019, 2003, McFarland, ISBN 978-0-7864-1637-0
- Turning Advantage into Victory in Chess, 2004, Random House Puzzles & Games, ISBN 0-8129-3581-0
- Rethinking the Chess Pieces, 2004, Batsford, ISBN 0-7134-8904-9
- How to Choose a Chess Move, 2005, Batsford, ISBN 0-7134-8979-0
- The 100 Best Chess Games of the 20th Century, Ranked, 2006, McFarland & Company, ISBN 0-7864-2741-8
- Transpo Tricks in Chess, 2007, Batsford, ISBN 0-7134-9051-9
- The Wisest Things Ever Said About Chess, 2008, Batsford, ISBN 978-1-906388-00-3
- Studying Chess Made Easy, 2010, Batsford, ISBN 978-1-906388-67-6
- What It Takes To Become A Chess Master, 2012, Batsford
- Smyslov, Bronstein, Geller, Taimanov and Averbakh: A Chess Multibiography with 220 Games, 2021, McFarland & Company